# Universidade Purdue
A Universidade Purdue (em inglês: Purdue University), localizada em West Lafayette, Indiana, é uma universidade norte-americana. Purdue foi fundada em 6 de maio de 1869. Hoje, Purdue tem o segundo maior corpo estudantil dentre todas as universidades do estado da Indiana e o segundo maior entre todas as universidades dos Estados Unidos em número de estudantes estrangeiros.

## História
A universidade foi fundada com a doação de US$ 150 mil de John Purdue, um líder de negócios de Lafayette e filantropo, junto com US$ 50 mil de Tippecanoe County, e 150 hectares (0,6 km²) da terra dos moradores de Lafayette de apoio ao projeto. Em 1869, decidiu-se que a nova escola seria construída perto da cidade de Lafayette e estabeleceu-se como a Universidade de Purdue, em nome do benfeitor principal da instituição.

## Estrutura
O campus de West Lafayette oferece mais de 200 cursos de graduação, mais de 70 programas de mestrado e doutorado e graduação profissional em farmácia e medicina veterinária. Além disso, Purdue tem 18 intercolegiais equipes esportivas e mais de 900 organizações estudantis. Hoje, Purdue é membro da Conferência Big Ten. O número de professores e funcionários de todo o sistema é 18 872.
A Escola de Engenharia da Universidade Purdue ("Purdue University College of Engineering") é uma das oito principais divisões acadêmicas da Universidade de Purdue. Fundada em 1874 com programas em Engenharia Civil e Mecânica, o colégio oferece agora graus de BS, MS, e Ph.D. em mais de uma dúzia de disciplinas.

## Alunos notáveis

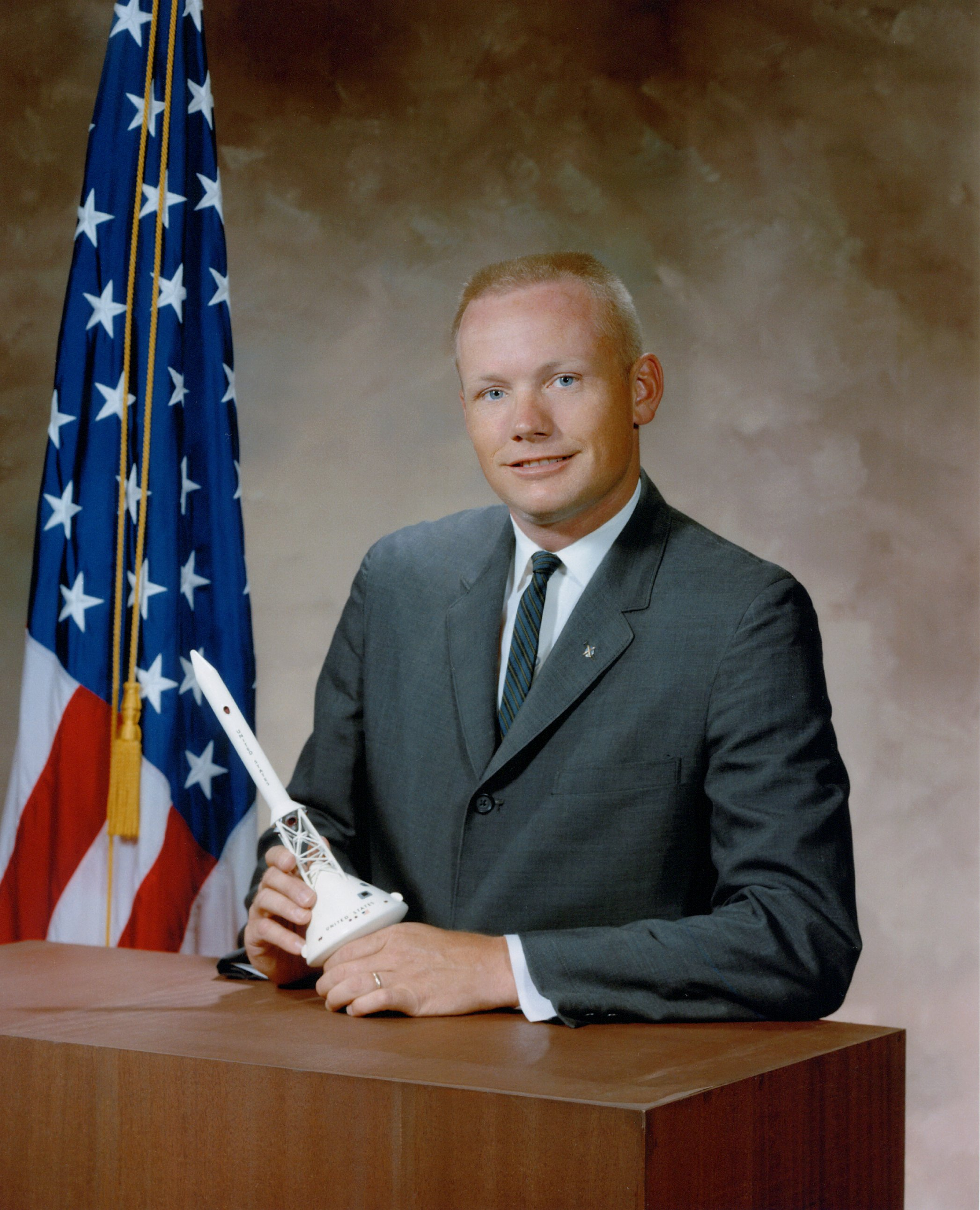
Retrato de Neil Armstrong

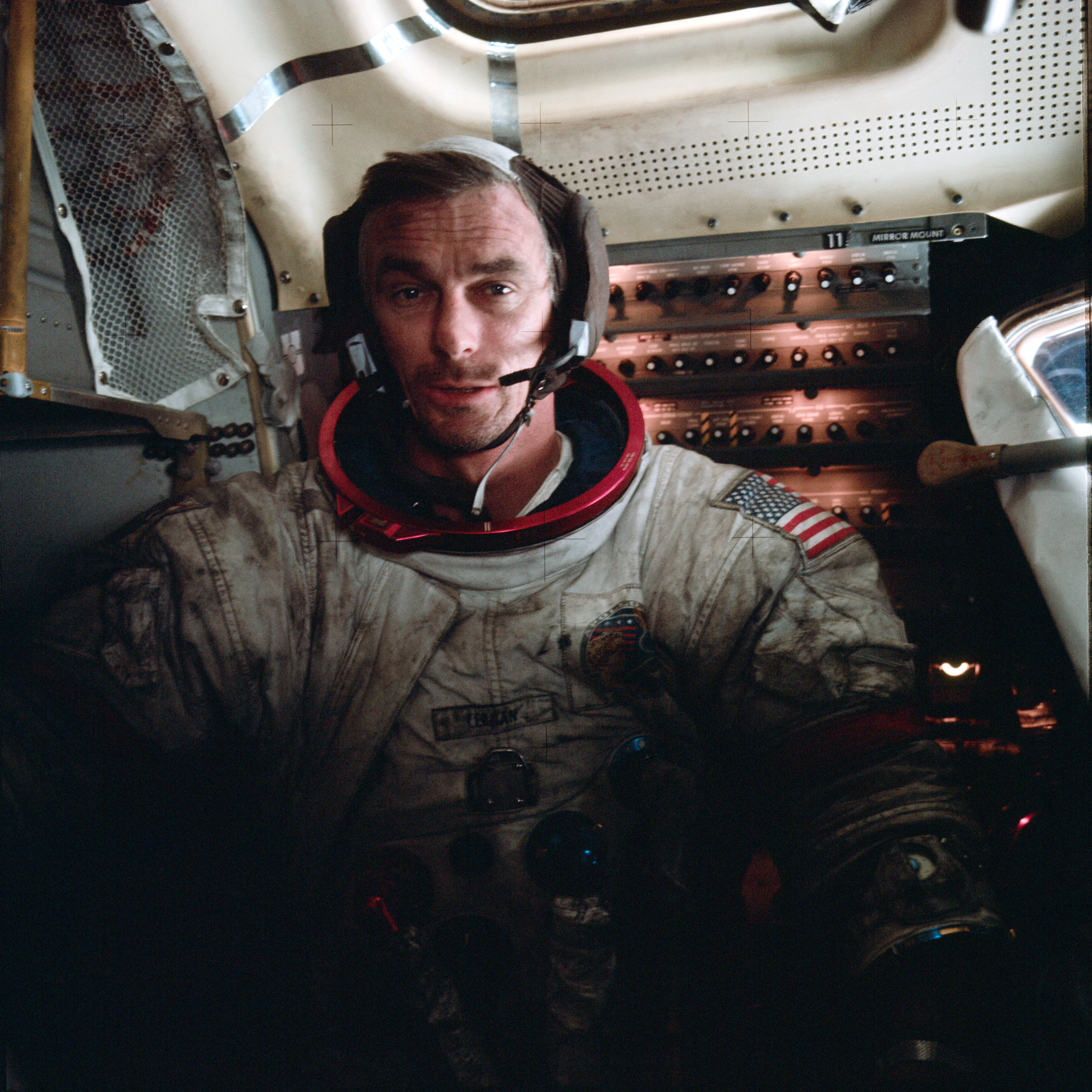
Eugene Cernan

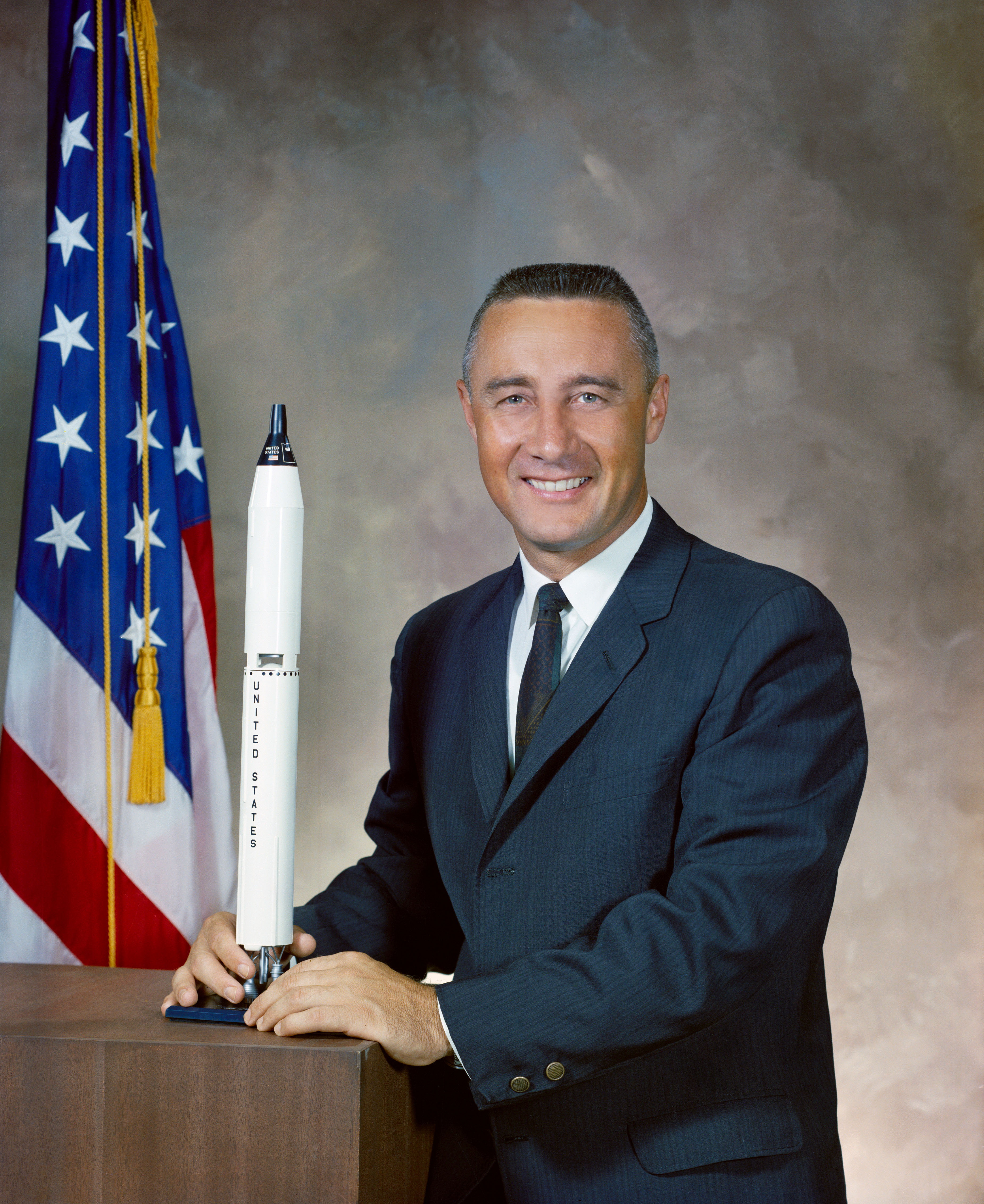
Gus Grissom

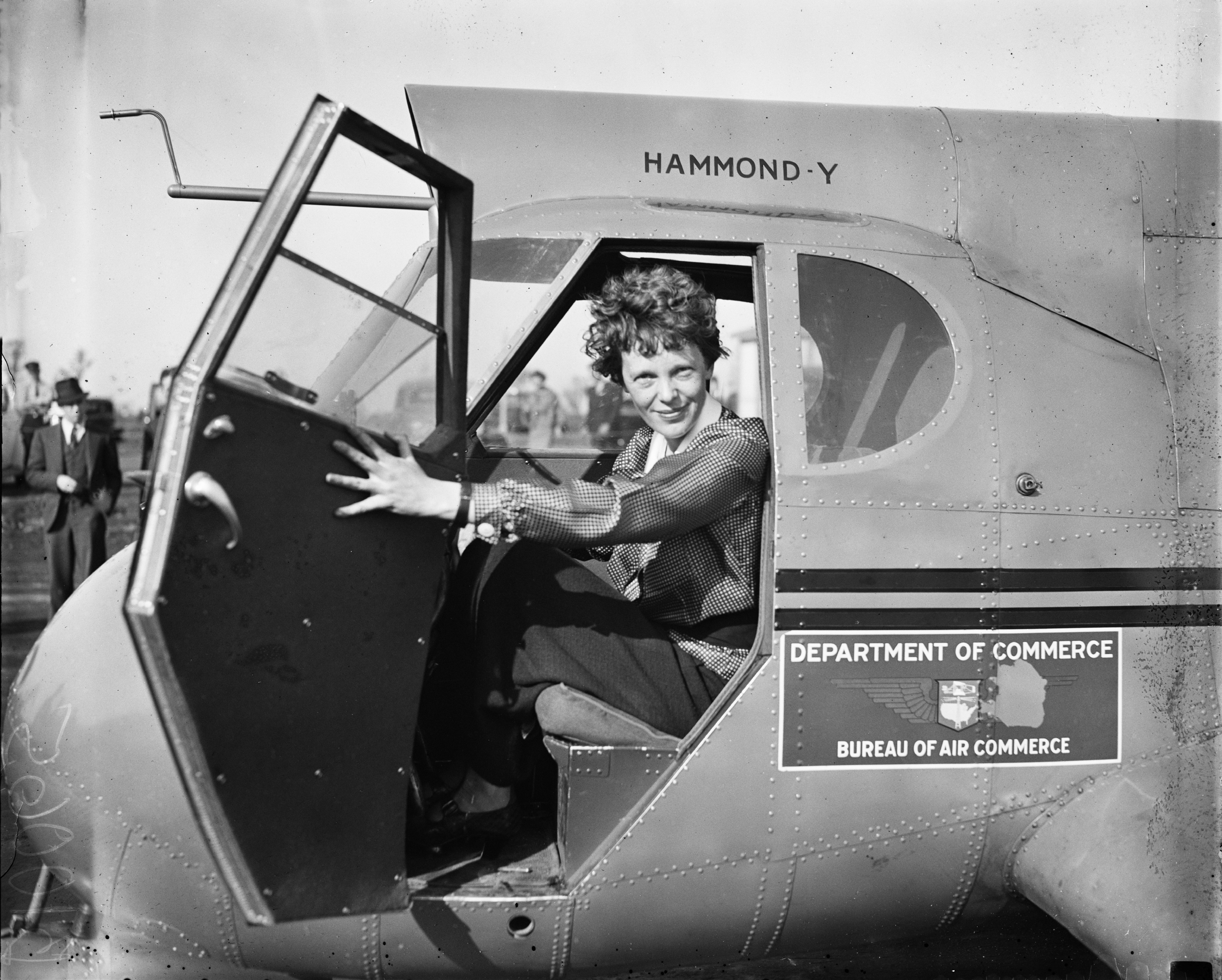
Amelia Earhart

O programa de engenharia de Purdue também formou 23 astronautas dos Estados Unidos, incluindo Neil Armstrong e Eugene Cernan, o primeiro e o último homem a pisar na lua, respectivamente. Isto levou a Universidade a ser conhecida como "o berço dos astronautas". Muitas disciplinas de engenharia são consistentemente classificadas entre os dez melhores programas dos EUA. A universidade como um todo é atualmente classificada como a 9 nos EUA de todas as escolas de engenharia de concessão de doutorado pelos EUA segundo o ranking News & World Report.
O corpo docente atual inclui estudiosos como Shreeram Shankar Abhyankar - conhecidos por suas contribuições à teoria singularidade, Arden Bement L. Jr. - Diretor do National Science Foundation, R . Graham Cooks , Joseph Francisco, Douglas Comer, Louis de Branges de Bourcia que provou a conjectura Bieberbach, Ei- ichi Negishi, Victor Raskin, Michael Rossmann, que mapeou vírus do resfriado comum humano, Leah Jamieson, James L. Mohler, que escreveu vários manuais de computação gráfica, e H. Jay Melosh , um geofísico americano, conhecido como um especialista em crateras de impacto.
Dois membros do corpo docente (químicos Herbert C. Brown e Ei- ichi Negishi) foram premiados com prêmios Nobel, enquanto em Purdue. Ao todo, 13 prêmios Nobel em cinco campos têm sido associados com Purdue incluindo estudantes, pesquisadores e corpo docente atual e anterior. Outros membros notáveis da faculdade do passado incluíram o projetista da  Golden Gate Bridge, Charles Alton Ellis, o especialista em eficiência Lillian Gilbreth, o defensor de segurança alimentar Harvey Wiley, a aviadora Amelia Earhart, a pioneira do rádio Reginald Fessenden, e Yeram S. Touloukian, fundador do Centro de Pesquisa Propriedades termofísicas.
Alunos de Purdue alcançaram reconhecimento em diversas áreas, especialmente na ciência e na indústria de engenharia. Alunos da universidade detém coletivamente mais de 15 mil patentes dos Estados Unidos.
Purdue produziu 23 astronautas incluindo Gus Grissom, a primeira pessoa lançada verticalmente para voltar ao espaço, Neil Armstrong, o primeiro a pisar na Lua e Eugene Cernan, o astronauta mais recente a fazê-lo. Mais de um terço de todas as missões espaciais tripuladas da NASA tiveram um membro da tripulação com pelo menos uma pós-graduação em Purdue.
Na ciência, Purdue também produziu prêmio Nobel em física Edward Mills Purcell e Ben Roy Mottelson; bem como premiado químico Nobel Akira Suzuki. Outros ex-alunos de Purdue notáveis na ciência incluem o pioneiro da robótica e tecnologia de controle remoto Thomas B. Sheridan, fundador do Debian Ian Murdock, fundador e colaborador chave para os programas de armas nucleares chineses: o físico chinês Deng Jiaxian, bioquímico Edwin T. Mertz, que é creditado com a descoberta de milho de alta proteína e feijão e o químico indiano CNR Rao, que foi premiado com o Bharat Ratna, a mais alta condecoração civil na Índia.
No mundo dos negócios e da economia, ex-alunos de Purdue incluem Stephen Bechtel Jr., dono da Bechtel Corportion; Presidente Federal do Reserve Bank Jeffrey Lacker; e especialista em pipoca Orville Redenbacher. Em 2010, a Bloomberg também revelou que Purdue foi uma das universidades da América com mais alunos de graduação servindo como diretores executivos de 500 empresas Standard & Poor. Gregório Wasson, presidente / CEO da Walgreen Co, Mark Miller, presidente / presidente / CEO da Stericycle Inc, Charles Davidson, presidente / CEO da Noble Energy Inc, Samuel Allen, presidente / presidente / CEO da Deere & Co., Donald Thompson , presidente / COO da McDonald Corp, e John Martin, presidente / CEO da Gilead Sciences Inc.
No governo e da cultura, alunos Purdue incluem o ex- primeiro-ministro egípcio Essam Sharaf, vencedores do Prêmio Pulitzer Booth Tarkington e John T. McCutcheon, diretor de teatro e diretor de televisão Tom Moore, CEO da Rand Corporation James Thomson, fundador e CEO da C -SPAN Brian Lamb, o ex-governador de Indiana Harry G. Leslie, o ex-governador de Mississippi Kirk Fordice, ex-secretário do Departamento de Agricultura Earl L. Butz, o ex- senador dos Estados Unidos Birch Bayh de 2012. Candidato presidencial Herman Cain, West Virginia atual congressista David McKinley Estados Unidos , chinês nacionalista Geral Sun Liren, Anthony W. Miller, Estados Unidos secretário-adjunto da Educação, e da Universidade de Chicago presidente Hugo F. Sonnenschein.